# Albert Jorquera i Fortià
Albert Jorquera i Fortià (Bescanó, Gironès, 3 de març del 1979) és un futbolista català retirat que jugava en la demarcació de porter i que després de militar durant 6 anys al FC Barcelona, fitxà pel Girona Futbol Club, retirant-se l'estiu del 2010.

## Biografia
Va ingressar al FC Barcelona el 2 de novembre de 1994, procedent del Vilobí FC, en edat de jugador cadet.
Les temporades 96-97 i 97-98 va jugar a l'equip juvenil i després va passar al Barça C (98-99) per posteriorment, al Barça B (99-00).
La temporada 2000-01 va iniciar una sèrie de cessions, primer al AD Ceuta (2a divisió B) i després al CE Mataró (també de Segona B) durant les temporades 2001-2002. Posteriorment va retornar al Barça B, on es convertiria en el porter titular de la temporada 2002-2003 (en aquests moments el filial militava en 2a B). La temporada 2003-04, va fer el salt al primer equip com tercer porter, per darrere de Víctor Valdés i Rüstü Recber, fitxat aquesta mateixa temporada. Va debutar, en partit oficial de lliga, contra l'Athletic Club de Bilbao al Camp Nou el 17 de gener de 2004, on va fer una espectacular actuació, salvant el Barça de la derrota.
Posteriorment va repetir quatre jornades després, també a casa, contra l'Atlètic de Madrid i també va ser peça clau perquè el Barça aconseguís la victòria. A la temporada 2004-05, Jorquera va demostrar la seva qualitat en els últims dos partits de la Lliga, quan Valdés ja havia aconseguit el trofeu Zamora (Reconeixement al porter menys golejat).
A la temporada 2005-06, Jorquera va jugar 3 partits de Lliga, 1 partit de Copa d'Europa i 4 partits de Copa del Rei. En total va encaixar 12 gols. L'actitud del porter de Bescanó sempre ha estat elogiable, ja que mai s'ha queixat de la seva suplència.
El 29 de desembre del 2007 va patir una ruptura del lligament encreuat anterior del genoll dret, durant un partit amistós amb la selecció catalana de futbol, una greu lesió que es va estimar que el mantindria sis mesos apartat dels terrenys de joc.
El 25 d'agost del 2009 Jorquera rescindí el seu contracte amb el FC Barcelona.
Com a curiositat, ve d'una família de joiers i té estudis de tallat de gemmes. També és porter d'handbol, cosa que li fa tenir uns grans reflexos.
L'onze d'agost de 2010, anuncia que decideix penjar les botes (i endreçar els guants), tot i que encara tenia dos anys de contracte amb el Girona, per a dedicar-se al negoci familiar (joieria).
A les eleccions municipals de 2011 va presentar-se a les llistes de Convergència i Unió a la ciutat de Girona.

## Palmarès

### FC Barcelona
- 2 Lligues de Campions (2005-06, 2008-09)
- 2 Copes Catalunya (2004-05 i 2006-07)
- 3 Lligues espanyoles (2004-05, 2005-06 i 2008-09)
- 3 Supercopes d'Espanya (2005, 2006 i 2009)
- 1 Copa del Rei (2008-09)